# Thomas Hertog
Thomas Hertog (Leuven, 1975. május 27. –) belga kozmológus a KU Leuven Egyetemen, és Stephen Hawking professzor kulcsfontosságú munkatársa volt.

## Fiatalkora
Thomas Hertog 1975. május 27-én született. 1997-ben Summa cum laude diplomát szerzett a Leuveni Katolikus Egyetemen fizikából. A Cambridge-i Egyetemen a Part III of the Mathematical Tripos kurzuson szerzett mesterdiplomát, majd Cambridge-ben Stephen Hawking felügyelete mellett a kozmikus tágulás eredetéről írt doktori disszertációjával szerzett doktori fokozatot.

## Pályája
Hertognak lehetősége volt arra, hogy Stephen Hawkinggal együtt kutasson a kozmikus infláció, az ősrobbanás elméletének egyik ága területén.
Ezt követően az Egyesült Államokban a Kaliforniai Egyetemen Santa Barbarán és a franciaországi Université de Paris VII-en dolgozott kutatóként. A genfi CERN munkatársa lett 2005-ben. 2011 októberében Hertogot a flamand kormány Odysseus programja révén a KU Leuven Elméleti Fizikai Intézetének professzorává nevezték ki. Egy olyan kutatócsoportot vezet, amely az ősrobbanás és a húrelmélet kapcsolatát vizsgálja, és olyan fogalmak, mint a tér és az idő, értelmüket vesztik. Kiemeli Georges Lemaître felismerését is, miszerint az ősrobbanás központi szerepet játszik Einstein gravitációs hullámaiban. Hertog a kvantumkozmológia és a húrelmélet területén James Hartle-lal és Stephen Hawkinggal dolgozott együtt. 2011-ben, többéves kutatás után, a kvantumkozmológia és a húrelmélet matematikájának kombinálásával új felismerésre jutottak. 2018-ban Stephen Hawkinggal közösen publikálta a „Sima kilépés az örök tágulásból?” (A smooth exit from eternal inflation?) című könyvet.
Hertog fontos szerepet játszott a felülről lefelé irányuló kozmológia fejlődésében. Az elméletet a 2023-ban megjelent, Az idő eredetéről című könyvében magyarázza el, amelynek megírására Hawking kérte fel nem sokkal halála előtt.

## Válogatott publikációk

### Könyvek
- Big Bang: Imagining the Universe. Hannibal Books (2021). ISBN 9789463887878
- Hertog, Thomas. On the Origin of Time: Stephen Hawking's Final Theory. Random House (2023). ISBN 9780593128442

### Folyóiratcikkek
- (2009. december 9.) „Gravitational wave bursts from cosmic superstrings with Y-junctions”. Physical Review D 80 (12), 123510. o, Kiadó: American Physical Society (APS). DOI:10.1103/physrevd.80.123510. ISSN 1550-7998.
- (2004. július 30.) „Towards a Big Crunch Dual”. Journal of High Energy Physics 2004 (7), 073. o, Kiadó: Springer Science and Business Media LLC. DOI:10.1088/1126-6708/2004/07/073. ISSN 1029-8479.
- (2000. június 29.) „Brane new world”. Physical Review D 62 (4), 043501. o, Kiadó: American Physical Society (APS). DOI:10.1103/physrevd.62.043501. ISSN 0556-2821.
- (2018) „A smooth exit from eternal inflation?”. Journal of High Energy Physics 2018 (4), 147. o, Kiadó: Springer Science and Business Media LLC. DOI:10.1007/jhep04(2018)147. ISSN 1029-8479.

### Magyarul megjelent
- Az idő eredetéről (On the Origin of Time) – Libri, Budapest, 2024 · ISBN 9789634335993 · fordította: Both Előd

## Fordítás
- Ez a szócikk részben vagy egészben  a   Thomas Hertog című angol Wikipédia-szócikk fordításán alapul.  Az eredeti cikk szerkesztőit annak laptörténete sorolja fel. Ez a jelzés csupán a megfogalmazás eredetét és a szerzői jogokat jelzi, nem szolgál a cikkben szereplő információk forrásmegjelöléseként.